# SERINC5
SERINC5 (англ. Serine incorporator 5) – білок, який кодується однойменним геном, розташованим у людей на 5-й хромосомі. Довжина поліпептидного ланцюга білка становить 423 амінокислот, а молекулярна маса — 47 009.
| 10         |  | 20         |  | 30         |  | 40         |  | 50         |
| ---------- |  | ---------- |  | ---------- |  | ---------- |  | ---------- |
| MSAQCCAGQL |  | ACCCGSAGCS |  | LCCDCCPRIR |  | QSLSTRFMYA |  | LYFILVVVLC |
| CIMMSTTVAH |  | KMKEHIPFFE |  | DMCKGIKAGD |  | TCEKLVGYSA |  | VYRVCFGMAC |
| FFFIFCLLTL |  | KINNSKSCRA |  | HIHNGFWFFK |  | LLLLGAMCSG |  | AFFIPDQDTF |
| LNAWRYVGAV |  | GGFLFIGIQL |  | LLLVEFAHKW |  | NKNWTAGTAS |  | NKLWYASLAL |
| VTLIMYSIAT |  | GGLVLMAVFY |  | TQKDSCMENK |  | ILLGVNGGLC |  | LLISLVAISP |
| WVQNRQPHSG |  | LLQSGVISCY |  | VTYLTFSALS |  | SKPAEVVLDE |  | HGKNVTICVP |
| DFGQDLYRDE |  | NLVTILGTSL |  | LIGCILYSCL |  | TSTTRSSSDA |  | LQGRYAAPEL |
| EIARCCFCFS |  | PGGEDTEEQQ |  | PGKEGPRVIY |  | DEKKGTVYIY |  | SYFHFVFFLA |
| SLYVMMTVTN |  | WFNHVRSAFH |  | LLP        |  |            |  |            |

A: Аланін

C: Цистеїн

D: Аспарагінова кислота

E: Глутамінова кислота

F: Фенілаланін

G: Гліцин

H: Гістидин

I: Ізолейцин

K: Лізин

L: Лейцин

M: Метіонін

N: Аспарагін

P: Пролін

Q: Глутамін

R: Аргінін

S: Серин

T: Треонін

V: Валін

W: Триптофан

Задіяний у таких біологічних процесах, як імунітет, вроджений імунітет, взаємодія хазяїн-вірус, метаболізм ліпідів, біосинтез ліпідів, противірусний захист, альтернативний сплайсинг. 
Локалізований у клітинній мембрані, цитоплазмі, мембрані.